# هولي دالي
هولي دالي هي منتجة أفلام وكاتبة سيناريو ومونتيرة ومخرجة كندية، ولدت في 23 ديسمبر 1953 في تورونتو في كندا.

## وصلات خارجية
- الموقع الرسمي
- هولي دالي على موقع IMDb (الإنجليزية)
- هولي دالي على موقع ألو سيني (الفرنسية)
- هولي دالي على موقع أول موفي (الإنجليزية)
- هولي دالي على موقع قاعدة بيانات الفيلم (الإنجليزية)
- هولي دالي على موقع كينوبويسك (الروسية)